# Ambrosiinae
 Ambrosiinae  (Less., 1830) è una sottotribù di piante spermatofite dicotiledoni appartenenti alla famiglia Asteraceae (sottofamiglia Asteroideae, tribù Heliantheae).

## Etimologia
Il nome della sottotribù deriva dal suo genere tipo (Ambrosia L. che a sua volta deriva da una parola greca il cui significato è ”cibo degli dei”.

Il nome scientifico della sottotribù è stato definito per la prima volta dal botanico tedesco Christian Friedrich Lessing (Syców, 1809 – Krasnojarsk, 1862) nella pubblicazione Linnaea; Ein Journal für die Botanik in ihrem ganzen Umfange. Berlin - 5(1): 151 edita a Berlino nel 1830.

## Descrizione
Le specie di questa sottotribù hanno un habitus erbaceo, subarbustivo o arbustivo (raramente sono piccoli alberi). I cicli biologici sono annuali, biennali o perenni. L'altezza di queste piante varia da 3 a 400 cm.
Le radici possono essere sia fittoni che secondarie da rizoma.
Sono presenti sia foglie basali che cauline. Le foglie lungo il caule sono disposte in modo alternato o opposto; sono picciolate o sessili. Le lamine sono semplici e intere oppure profondamente sezionate; la forma è da deltata a lineare o filiforme. La superficie può essere innervata (tipicamente sono trinervate); glabra o pelosa anche per peli ghiandolari stipitati o punteggiati. I bordi sono interi o dentati.
Le infiorescenze (formate da capolini radiati o discoidi) sono cimose, panicolate o spiciformi; spesso sono pendule. Le infiorescenze qualche volta sono unisessuali con i capolini femminili posizionati alla base di infiorescenze spicate maschili. I capolini sono formati da un involucro composto da diverse squame (o brattee) al cui interno un ricettacolo fa da base ai fiori di due tipi: quelli esterni del raggio e quelli più interni del disco. Gli involucri hanno una forma da campanulata a emisferica, ma anche cilindrica o altre forme (obconica, urceolata). Le squame (in genere persistenti), libere o connate alla base, sono subuguali o scalate in altezza e sono da 5 a 80 disposte su 1 – 8 serie; la forma è ovata, lanceolata o lineare (o forme intermedie); la consistenza è normalmente erbacea, a volte è membranose con bordi scariosi. Il ricettacolo, normalmente con pagliette a protezione della base dei fiori, è da piatto a convesso e debolmente conico.
I fiori sono tetraciclici (a cinque verticilli: calice – corolla – androceo – gineceo) e pentameri (ogni verticillo ha 5 elementi). Quelli periferici (i fiori del raggio) sono assenti oppure al massimo sono una decina in capolini bisessuali con i fiori più periferici femminili e con corolle tubolari o talvolta a forma di anello poco profondo oppure a forma minutamente radiata con apici bilobati; il colore è giallo o bianco. I fiori centrali da 5 a 60 (quelli del disco) sono funzionalmente maschili e privi talvolta di ovario, generalmente sono pentameri (raramente tetrameri); le corolle sono ialine o giallo chiaro senza fasci vascolari incorporati.
L'androceo è formato da 5 stami con filamenti liberi (o anche fusi) e antere libere o parzialmente saldate in un manicotto circondante lo stilo. Le antere sono gialle o ialine, raramente con strati connettivi scuri o marrone chiaro. Le cellule dell'endotecio sono quadrate con ispessimenti radiali (a raggio) o polari (concentrici).
Il gineceo ha un ovario uniloculare infero formato da due carpelli.. Lo stilo è unico e bifido nella parte apicale (con due stigmi) con uno o due fasci vascolari. Le linee stigmatiche sono marginali e divise (quelle dei fiori fertili – mentre nei fiori sterili sono fuse).
I frutti sono degli acheni con pappo. Gli acheni dei fiori unisessuali sono racchiusi in un concettacolo nel quale si fondono al frutto le squame; gli acheni dei fiori bisessuali sono obcompressi, qualche volta con ali. Il pappo è assente oppure è formato da una minuta corona di scaglie o reste.
L'impollinazione prevalente per queste piante è ad opera del vento (impollinazione anemogama).

## Distribuzione e habitat
La distribuzione delle specie della sottotribù Ambrosiinae è esclusivamente americana (USA e Messico), a parte il genere cosmopolita Xanthium di tre specie. L'habitat tipico è quello delle zone temperate secche e subtropicali.

## Tassonomia
La sottotribù comprende 8 generi e 70 specie.

| Genere                           | N. specie                                  | Distribuzione                                 |
| -------------------------------- | ------------------------------------------ | --------------------------------------------- |
| Ambrosia L., 1753                | 30 spp.                                    | America (altrove sono naturalizzate)          |
| Dicoria Torr. & A.Gray, 1859     | 4 spp.                                     | USA (sud-ovest) e Messico (nord)              |
| Euphrosyne DC., 1836             | 5 spp.                                     | USA e Messico                                 |
| Hedosyne (A.Gray) Strother, 2000 | 1 sp. (H. ambrosifolia (A.Gray) Strother ) | USA (sud-ovest) e Messico (nord)              |
| Iva L., 1753                     | 10 spp.                                    | America del Nord (altrove sono naturalizzate) |
| Parthenice A.Gray, 1853          | 1 sp. (P. mollis A.Gray )                  | USA (sud-ovest) e Messico                     |
| Parthenium L., 1753              | 16 spp.                                    | America                                       |
| Xanthium L., 1753                | 3 spp.                                     | Cosmopolita                                   |

Il numero cromosomico delle specie di questa sottotribù varia da 2n = 18 a 2n = 36 (quest'ultimo valore è il più comune in questo gruppo).

Da un punto di vista filogenetico sembra che, in base a studi preliminari del DNA dei cloroplasti, la sottotribù Ambrosiinae sia un gruppo parafiletico. Inoltre altre indagini attraverso l'analisi cladistica dei dati morfologici e citologici dimostrano che il genere Iva risulta polifiletico.

### Chiave per i generi
Per meglio comprendere ed individuare i vari generi della sottotribù l'elenco seguente utilizza il sistema delle chiavi analitiche:
- Gruppo 1A: gli acheni dei fiori del raggio sono obcompressi e associati con 2 fiori del disco funzionalmente maschili e loro brattee corrispondenti;

- Gruppo 2A: i fiori del raggio sono sempre 5; i lobi delle corolle dei fiori del raggio sono piccoli;

genere Parthenium.
- Gruppo 2B: i fiori del raggio sono 6 – 8; le corolle dei fiori del raggio sono prive dei lobi;

genere Parthenice.
- Gruppo 1B: gli acheni dei fiori del raggio sono compressi o obcompressi o racchiusi in un concettacolo ma non associati a 2 fiori del disco funzionalmente maschili e loro brattee corrispondenti;

- Gruppo 3A: i capolini sono unisessuali; le piante sono monoiche;

- Gruppo 4A: le squame degli involucri dei capolini con fiori funzionalmente maschili sono connate;

genere Ambrosia.
- Gruppo 4B: le squame degli involucri dei capolini con fiori funzionalmente maschili sono libere;

genere Xanthium.
- Gruppo 3B: i capolini sono ermafroditi; se i capolini sono monosessuali le piante sono dioiche o si hanno delle popolazioni ginodioiche (con solo fiori femminili, oppure tutti i fiori sono ermafroditi);

- Gruppo 5A: i filamenti staminali sono connati fino alle antere; le squame interne crescono anche dopo l'antesi;

genere Dicoria.
- Gruppo 5B: i filamenti staminali sono liberi; le squame interne non crescono dopo l'antesi;

- Gruppo 6A: il capolino (o una copia di capolini) è sotteso da brattee lunghe quanto (o più) del capolino;

genere Iva.
- Gruppo 6B: i capolini non sono sottesi da brattee, oppure, se le brattee sono presenti, i capolini sono piccoli e le brattee sottendono rami di infiorescenze con 5 o più capolini;

- Gruppo 7A: le corolle dei fiori periferici sono tubolari, talvolta sono ridotte ad un piccolo anello intorno allo stilo;

genere Euphrosyne.
- Gruppo 7B: le corolle dei fiori periferici sono assenti e sostituite da poche ghiandole o tricomi filiformi intorno allo stilo;

genere Hedosyne.

### Sinonimi
L'entità di questa voce ha avuto nel tempo diverse nomenclature. L'elenco seguente indica alcuni tra i sinonimi più frequenti:
- Tribù Ambrosieae Cass., 1819
- Famiglia Ambrosiaceae Link, 1829
- Tribù Iveae Rydberg

## Alcune specie

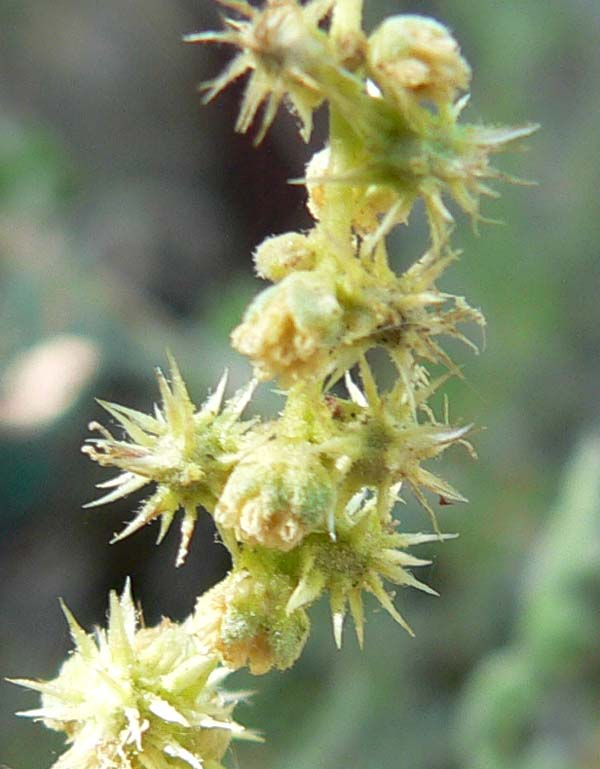
Ambrosia dumosa
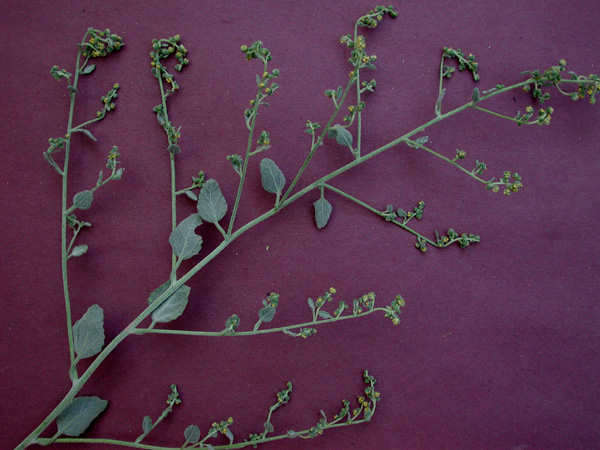
Dicoria canescens
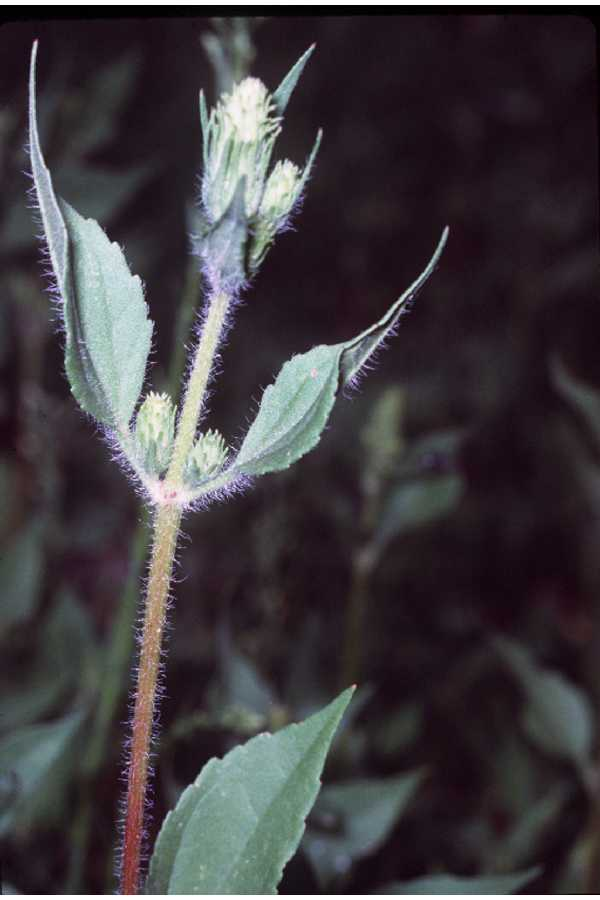
Iva annua
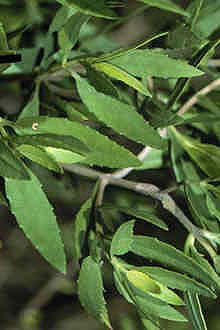
Iva frutescens
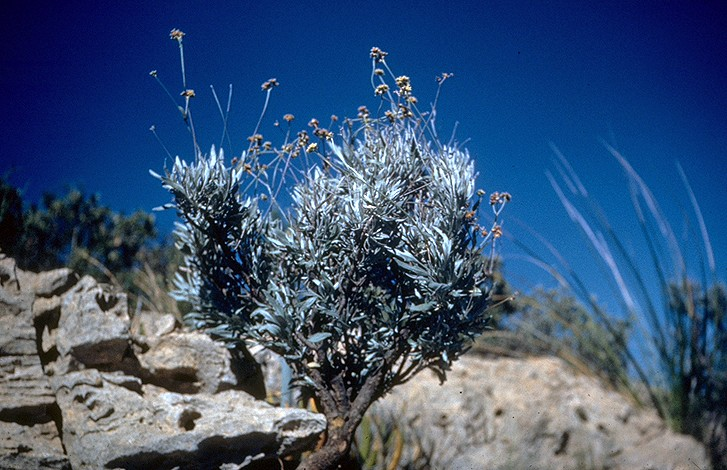
Parthenium argentatum
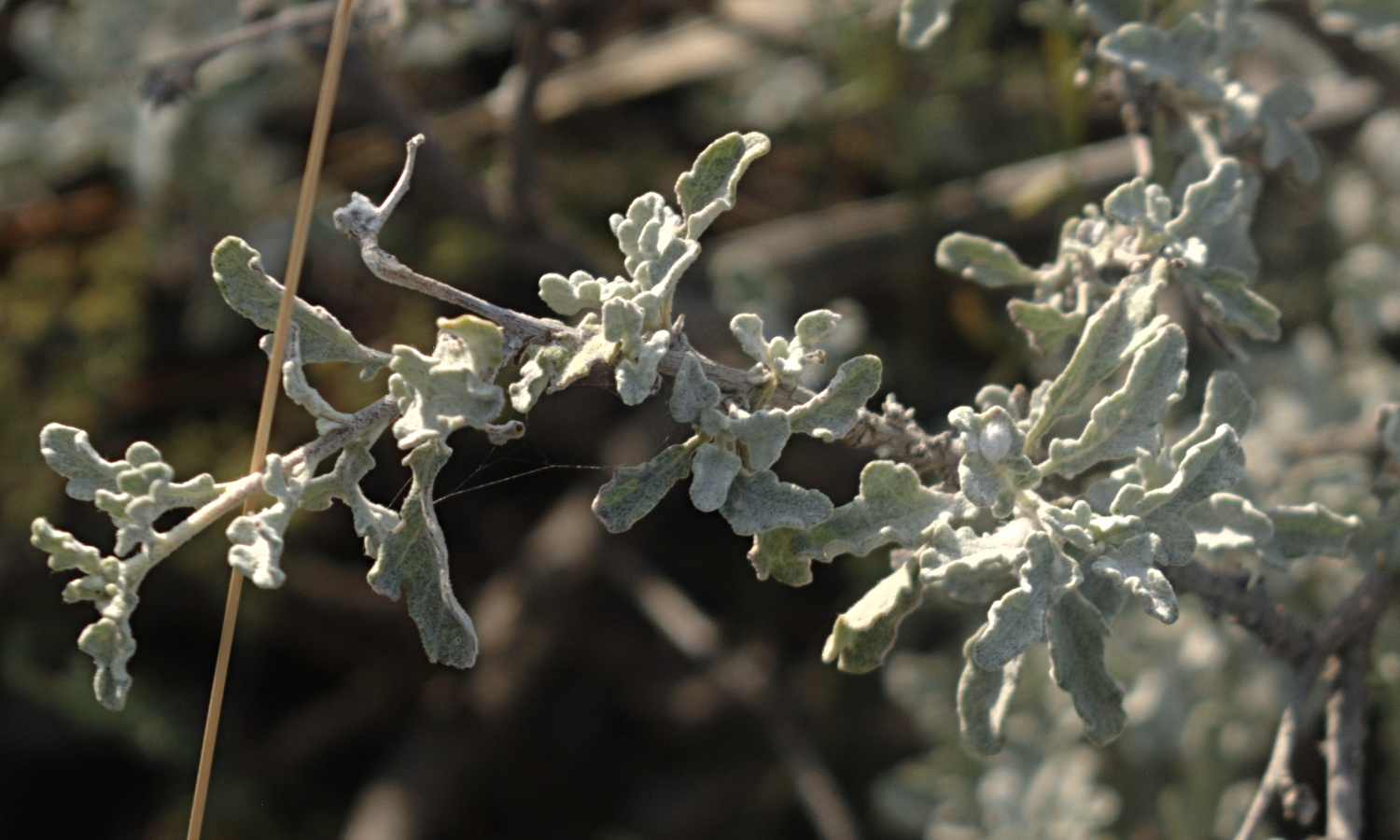
Parthenium incanum
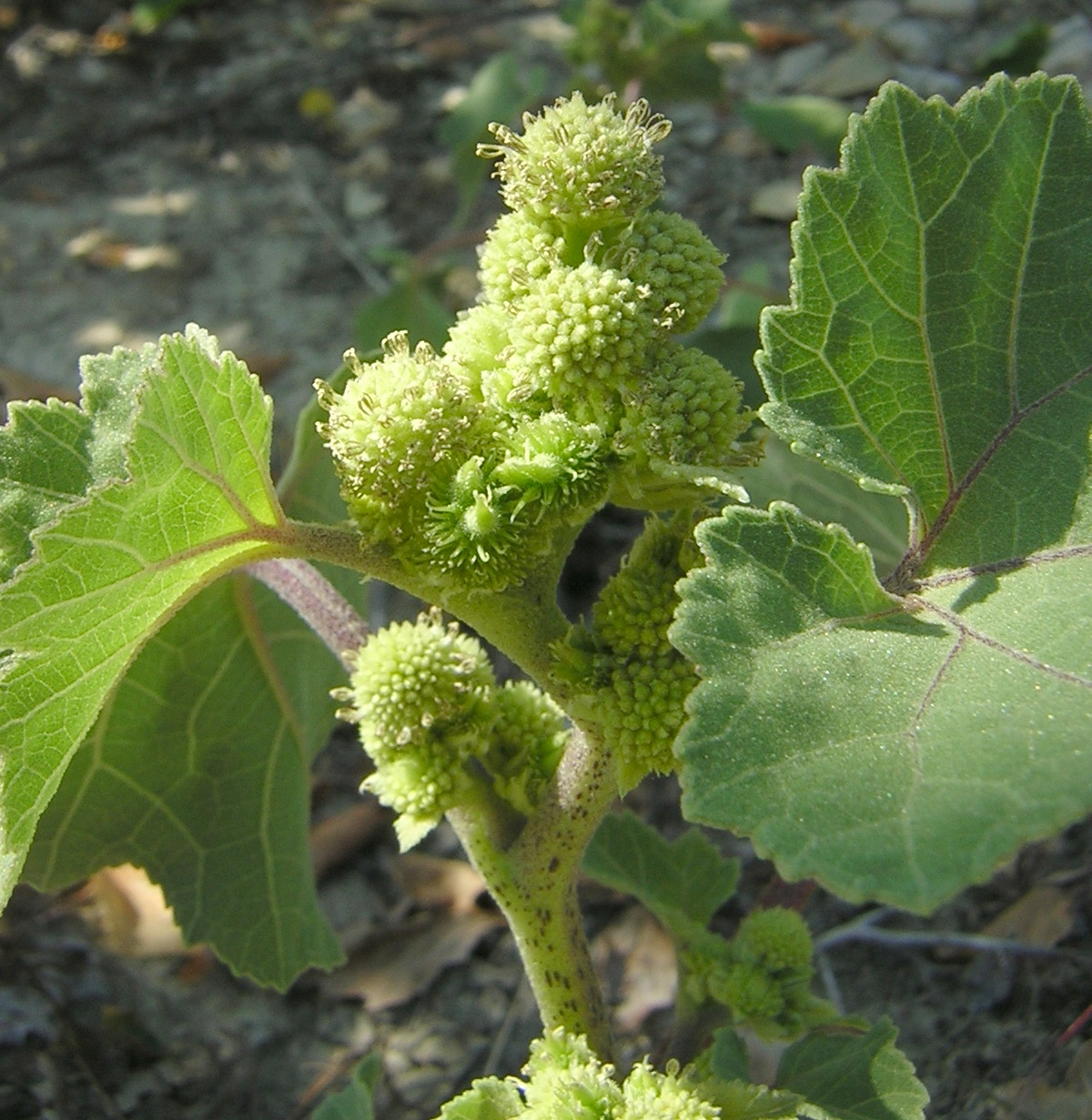
Xanthium strumarium
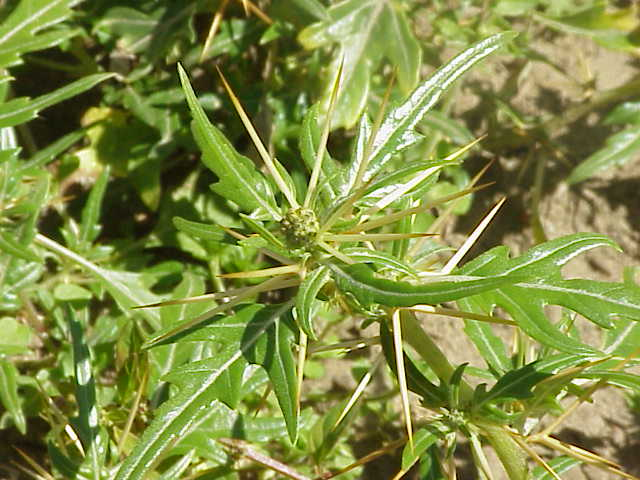
Xanthium spinosum